# Национално знаме на Гватемала
Националното знаме на Гватемала е прието през 1871 година. Съставено е от три равни вертикални ивици в синьо, бяло и синьо с държавния герб на бяла лента в средата. Сините ленти символизират мястото на държавата между океана и небето, а бялото символизира спокойствие и чистота.

## Знаме през годините
- (1825 – 1838)
- (1838 – 1843)
- (1843 – 1851)
- (1851 – 1858)
- (1858 – 1871)